# Demografia da Palestina
 As características demográficas da população da área comumente descrita como territórios palestinos incluem informações sobre etnia, nível de educação, saúde da população, situação econômica, afiliações religiosas e outros aspectos dessa população.
De acordo com uma definição comumente utilizada como relacionada com a aplicação da linha verde do Acordo de Armistício de 1949, os territórios palestinianos têm partes contributivas da Cisjordânia (incluindo Jerusalém Oriental) e da Faixa de Gaza.
A Autoridade Nacional Palestina, o Conselho de Segurança das Nações Unidas,  a Assembleia Geral das Nações Unidas,  a União Europeia,  o Tribunal Internacional de Justiça,  e o Comitê Internacional da Cruz Vermelha  usam a terminologia “territórios palestinos” ou “territórios palestinos ocupados”. Israel refere-se à divisão administrativa que abrange áreas civis de maioria judaica controladas por Israel da Área C da Cisjordânia, excluindo Jerusalém Oriental, como Área da Judéia e Samaria (em hebraico:  אֵזוֹר יְהוּדָה וְשׁוֹמְרוֹן, Ezor Yehuda VeShomron). 

## Visão geral

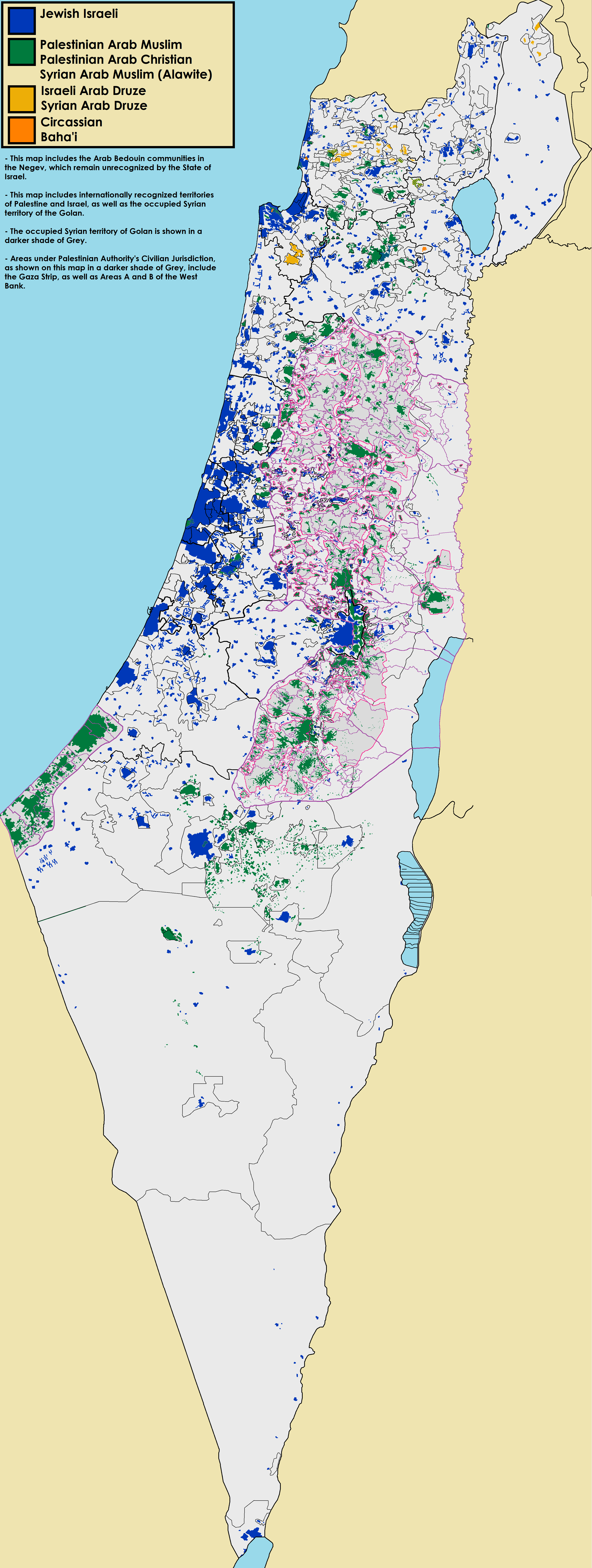
Mapa demográfico de Gaza, Cisjordânia, Israel propriamente dito e Colinas de Golã

As estatísticas demográficas do The World Factbook e do Gabinete Central de Estatísticas de Israel estimaram que a população árabe palestiniana coletiva na região da Palestina, incluindo Israel, a Cisjordânia e a Faixa de Gaza, ascendia a 5,79 milhões de pessoas em 2017.   Destes, 2,16 milhões de árabes vivem na Cisjordânia, 1,84 milhões de árabes vivem em Israel e 1,79 milhões de árabes vivem na Faixa de Gaza.  
 

## Demografia da Cisjordânia

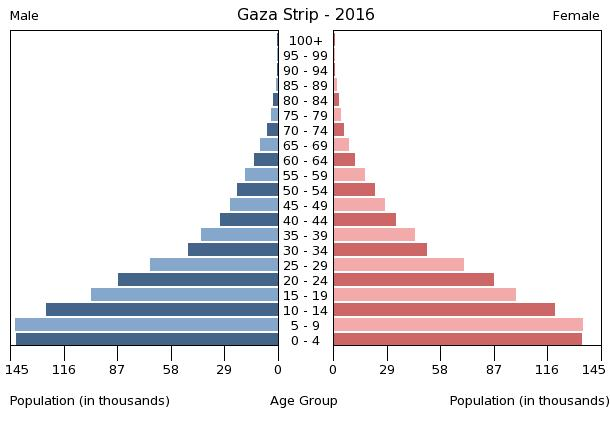
Pirâmide populacional Faixa de Gaza 2016

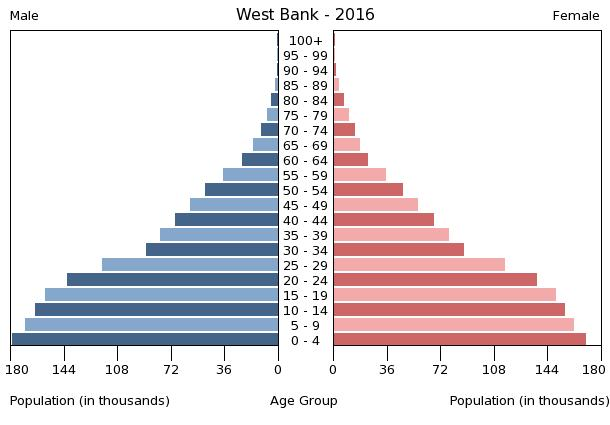
Pirâmide populacional Cisjordânia 2016

As seguintes estatísticas demográficas são do The World Factbook, salvo indicação em contrário.

### População
Total: 2.939.418 (estimativa de julho de 2018); 71,72% da população é árabe (predominantemente sunita), 28,28% é judia  (cf. Israel: judeus 74%, árabes 21%, outros 5%; e Gaza: árabes 99%) 
- Árabes palestinos 2.155.743 (estimativa de julho de 2017), 71,72% [8]
- Judeu israelense 850.481 (est. 2016, 2020), 28,28% [8]
  - aproximadamente 475.481 judeus israelenses vivem na Cisjordânia (2020) [10]
  - aproximadamente 375.000 judeus israelenses vivem em Jerusalém Oriental (2016) [11]

### Estrutura etária
0–14 anos: 36,1% (homens 518.376/mulheres 491.676)
15–24 anos: 21,8% (homens 302.474/mulheres 289.852)
25–54 anos: 34,5% (homens 489.559/mulheres 475.402)
55–64 anos: 4,7% (homens 68.317/mulheres 64.233)
65 anos ou mais: 3,5% (homens 44.662/mulheres 53.943) (estimativa de 2018)